# Język waskia
Język waskia (także vaskia, woskia) – język papuaski używany w prowincji Madang w Papui-Nowej Gwinei, w północnej części wyspy Karkar. Według danych z 2007 r. posługuje się nim 20 tys. osób.
Znacznie wpłynął na austronezyjski język takia (również z wyspy Karkar), doprowadzając do przekształcenia jego składni i semantyki (ang. metatypy).
Społeczność zamieszkuje zwarty geograficznie obszar, co sprawia, że zróżnicowanie wewnętrzne jest niewielkie. Pewien dialekt waskia jest używany we wsi Tokain na wybrzeżu prowincji Madang.
Dokumentacją języka waskia zajmowali się badacze związani z Summer Institute of Linguistics, autorzy słownika z 1985 r.  We wcześniejszej publikacji z 1978 r. (Pacific Linguistics) zawarto dane gramatyczne i leksykalne . Jest zapisywany alfabetem łacińskim.